# Pingasa rhadamaria
Pingasa rhadamaria là một loài bướm đêm trong họ Geometridae.